# 聖菲德亞帕卡尼
聖菲德亞帕卡尼是玻利維亞的城鎮，位於該國中部，由聖克魯斯省負責管轄，距離首府聖克魯斯120公里，海拔高度304米，每年平均降雨量約1,800毫米，2010年人口8,293。
17°23′50″S 63°49′32″W / 17.3972°S 63.8256°W